# Woodbourne-Hyde Park
Woodbourne-Hyde Park és una concentració de població designada pel cens dels Estats Units a l'estat d'Ohio. Segons el cens del 2000 tenia 7.910 habitants.

## Demografia
Segons el cens del 2000, Woodbourne-Hyde Park tenia 7.910 habitants, 2.933 habitatges, i 2.372 famílies. La densitat de població era de 666,8 habitants per km².
Dels 2.933 habitatges en un 29,6% hi vivien nens de menys de 18 anys, en un 74,8% hi vivien parelles casades, en un 4,4% dones solteres, i en un 19,1% no eren unitats familiars. En el 17,1% dels habitatges hi vivien persones soles el 9,1% de les quals corresponia a persones de 65 anys o més que vivien soles. El nombre mitjà de persones vivint en cada habitatge era de 2,53 i el nombre mitjà de persones que vivien en cada família era de 2,85.
Per edats la població es repartia de la següent manera: un 21,6% tenia menys de 18 anys, un 3,3% entre 18 i 24, un 19,8% entre 25 i 44, un 30,3% de 45 a 60 i un 25% 65 anys o més.
L'edat mediana era de 48 anys. Per cada 100 dones de 18 o més anys hi havia 86,5 homes.
La renda mediana per habitatge era de 80.041 $ i la renda mediana per família de 87.654 $. Els homes tenien una renda mediana de 61.541 $ mentre que les dones 37.537 $. La renda per capita de la població era de 38.052 $. Aproximadament l'1,1% de les famílies i el 2,1% de la població estaven per davall del llindar de pobresa.

## Poblacions més properes
El següent diagrama mostra les poblacions més properes.